# Real,- Sp. z o.o. i Spółka
„Real,- Sp. z o.o. i Spółka” Spółka komandytowa – byłe polskie przedsiębiorstwo prowadzące działalność gospodarczą w zakresie handlu detalicznego w sieci sklepów samoobsługowych należące do niemieckiego koncernu handlowego Metro AG. W placówkach spółki oferowane były artykuły spożywcze i przemysłowe.

## Działalność

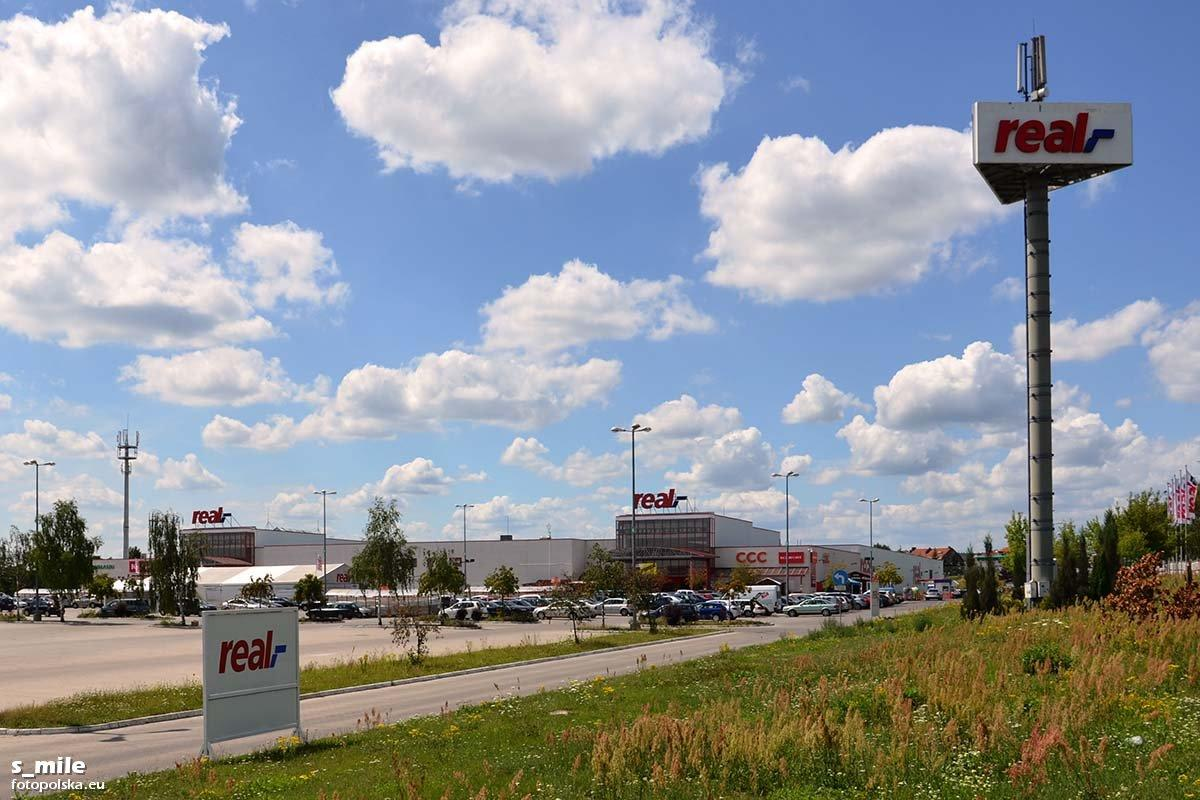
Real w Lubinie (2011)

Działalność w Polsce spółka rozpoczęła 29 listopada 1995, a półtora roku później otworzyła w Szczecinie pierwszy hipermarket. W lipcu 2006 Grupa Metro przejęła sieć hipermarketów Géant od francuskiej grupy Casino (19 sklepów). Od 2008 roku wprowadzono markę własną Real Quality. Od 2012 roku hasło sieci brzmiało Wielki wybór, niskie ceny. W 2007 roku sieć wprowadziła własny program lojalnościowy Dziesiątka, a od 2009 przystąpiła do nowego multipartnerskiego programu lojalnościowego Payback, z którego zrezygnowano z końcem 2015 roku.
Przedsiębiorstwo prowadziło sprzedaż detaliczną produktów żywnościowych, drogeryjnych i przemysłowych. W marketach można było kupić zarówno towary luksusowe, jak też produkty z najniższej półki cenowej, wśród których znaczną rolę odgrywały marki własne: TiP, Watson i Alaska. Logo TiP, czyli „Tanie i Pewne” (niem. „Toll im Preis”, świetna cena), można było znaleźć w dziale spożywczym i drogeryjnym. Natomiast ALASKA to marka, którą opatrzony był sprzęt AGD. Trzecia marka handlowa to Watson. Jej produkty znajdowały się w dziale RTV.
W 2012 roku spółka Real posiadała w Polsce 54 sklepy. Pod koniec 2012 roku zostały one sprzedane grupie Auchan (wraz z 37 innymi sklepami Real w Europie Wschodniej). Transakcja ta została zrealizowana dopiero w styczniu 2014, po udzieleniu przez Urząd Ochrony Konkurencji i Konsumentów warunkowej zgody na przejęcie hipermarketów Real przez Auchan. Warunkiem była odsprzedaż ośmiu hipermarketów podmiotom niezależnym od Auchan, dającym gwarancję dalszego funkcjonowania tych sklepów. W marcu 2015 ogłoszono, że wszystkie osiem hipermarketów przejmie francuska grupa Schiever. Od września 2015 siedem z nich zaczęło funkcjonować pod szyldem Bi1.
Od czerwca 2014 trwała stopniowa zmiana szyldów Real na Auchan. W 2014 roku na Auchan przemianowanych zostało 12 sklepów, a w 2015 roku 13 sklepów. Od lutego 2016 wszystkie pozostałe markety Real funkcjonują już jako Auchan. Następcami spółki Real Sp. z o.o. i spółka, Spółka komandytowa są dwa przedsiębiorstwa, Arel Sp. z o.o. Spółka Komandytowa (Auchan) i Rella Investments Sp. z o.o. (Schiever). Spółka Arel jest bezpośrednim następcą spółki Real Sp. z o.o. i spółka, Spółka komandytowa, w 2018 roku przeszła fuzję ze spółką Auchan Polska i została wykreślona z KRS w październiku 2019 roku.